# Kukačka (dokument)
Kukačka (Cuckoo) je dokumentární film televize BBC ze série Svět přírody. Byl natáčen po dobu dvou let a zabývá se tajným životem těchto ptáků. Film měl premiéru na BBC Two poprvé v roce 2009. Česky je vysílán např. na Viasat Nature. Na DVD vyšel v roce 2010.